# 朱載堅
淮順王朱載堅（？—1595年），是明朝淮宪王朱厚燽的次子，恭王朱載坮的弟弟。淮昭王朱翊鏡死后无嗣，1580年繼承王位。朱載堅1595年去世，諡號順王。
| 前任者： 兄恭王朱載坮 | 明淮國國王 1580年－1595年 | 繼任者： 庶子朱翊鉅 |